# Leiton Jiménez
Leiton Jiménez Romero (sinh ngày 26 tháng 4 năm 1989 ở Chocó) là một cầu thủ bóng đá người Colombia thi đấu ở vị trí Hậu vệ cho Atlas ở Liga MX. Anh cũng mang quốc tịch México.